# Argentínids

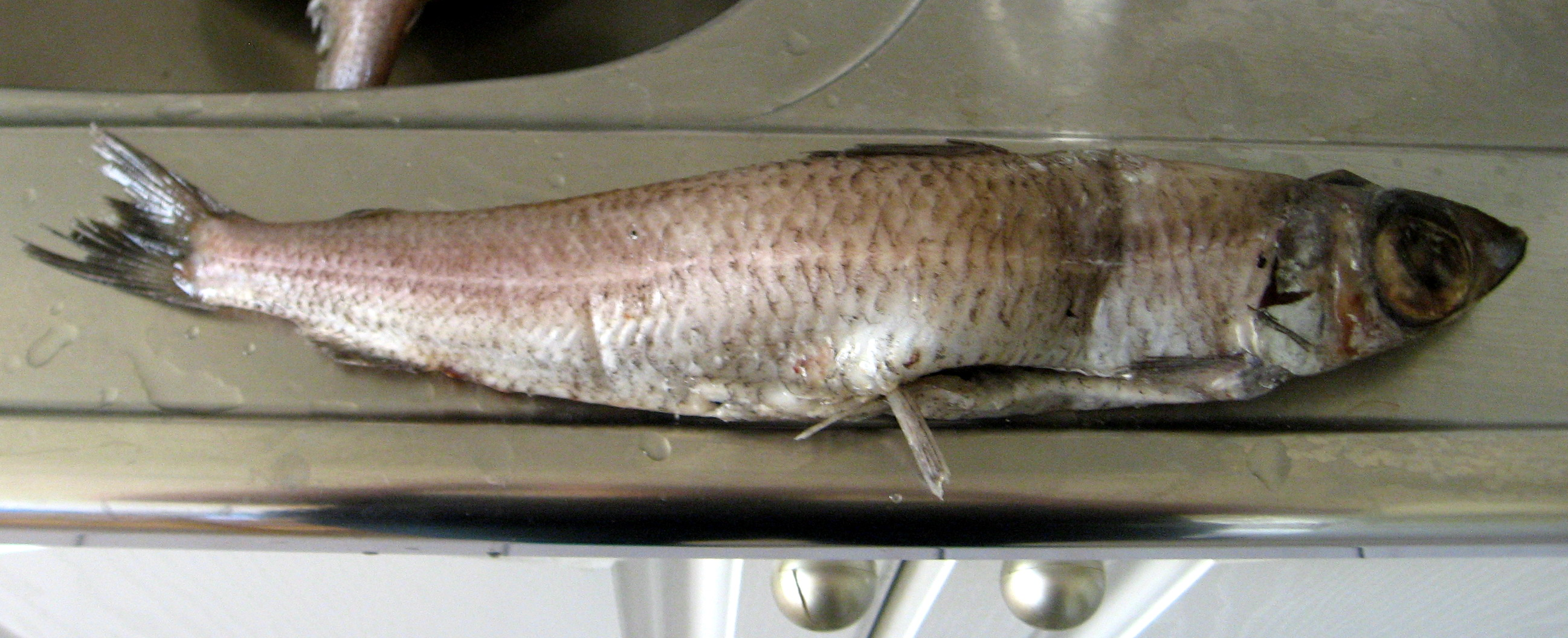
Argentina silus

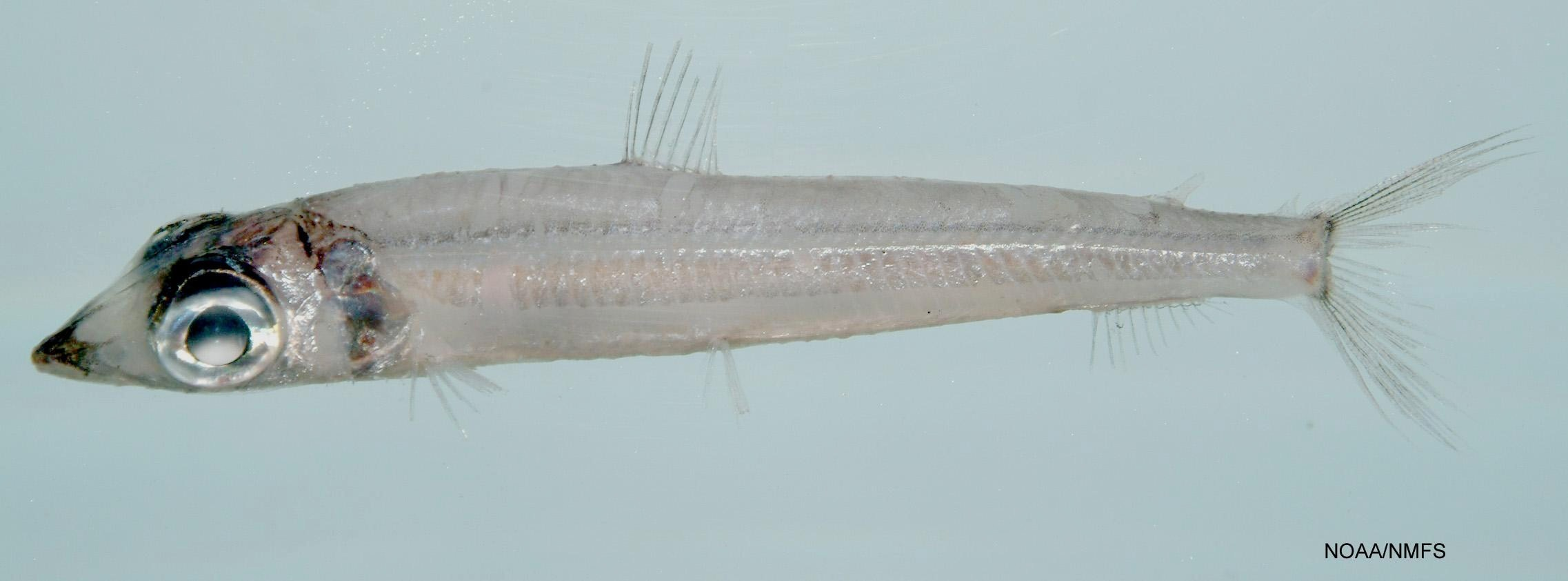
Argentina striata

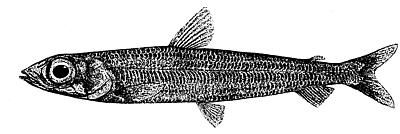
Argentina silus

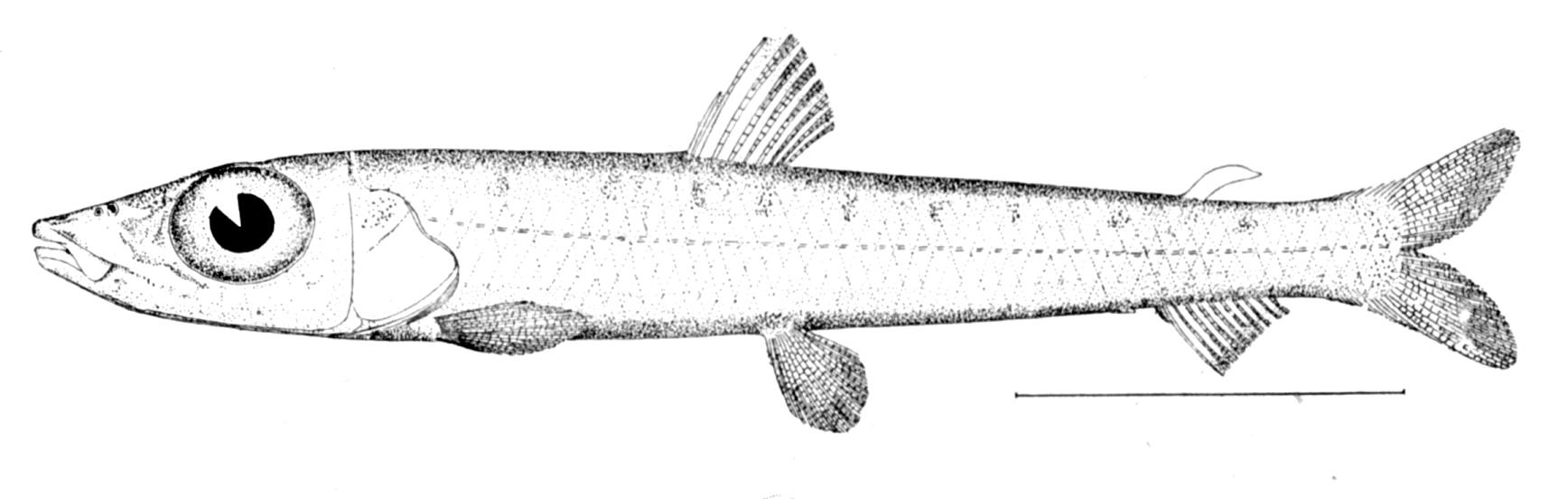
Argentina striata

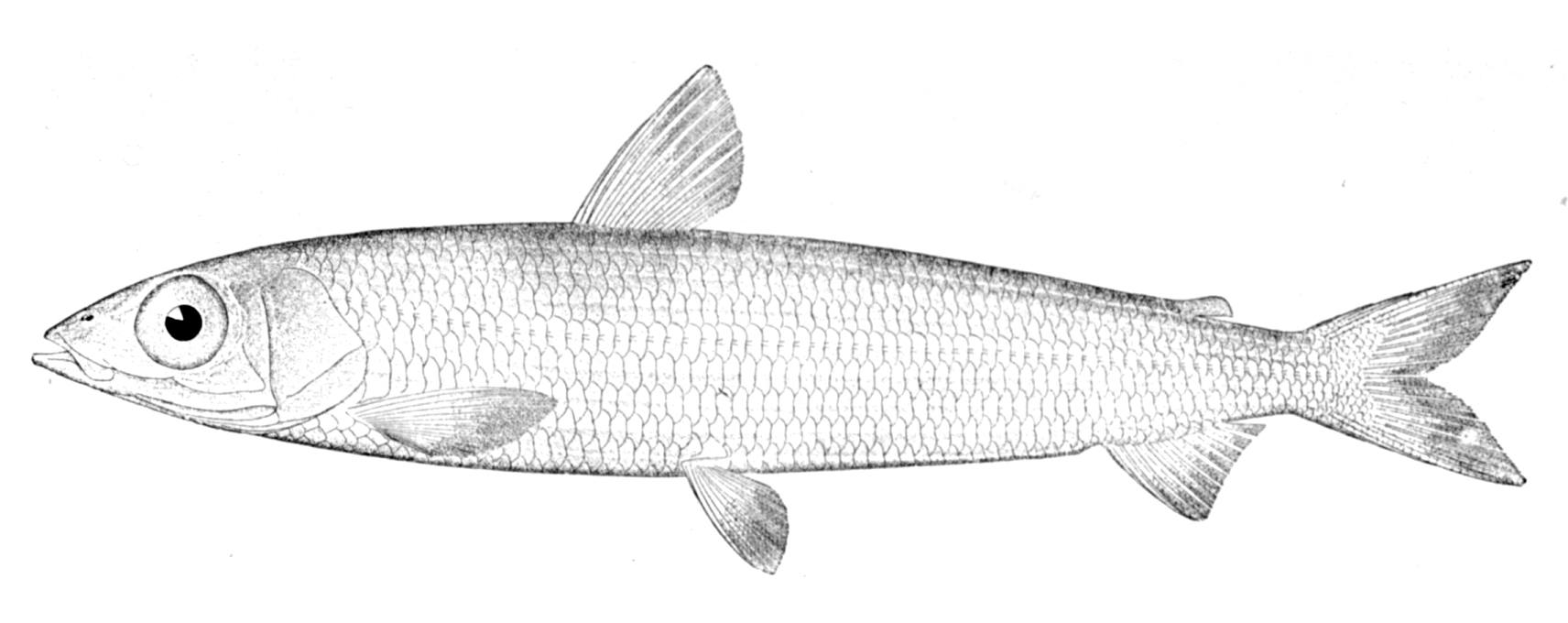
Argentina silus

Els argentínids (Argentinidae) són una família de peixos teleostis de l'ordre dels osmeriformes, propis dels oceans Atlàntic, Índic i Pacífic.

## Etimologia
Del llatí argentum ('argent').

## Descripció
- Creixen fins als 25 cm de llargària (llevat d'Argentina silus que assoleix els 70).
- Cos allargat, comprimit, platejat i amb escates.
- Ulls grossos.
- Boca petita.
- La mandíbula superior no té dents.
- Aletes sense espines.
- Tenen una aleta adiposa sobre la base de l'aleta anal.
- 10-14 radis a l'aleta dorsal, 10-17 a l'anal, 11-25 a la pectoral i 10-15 a la pelviana.
- Nombre de vèrtebres: 43-70 (tot i que moltes de les seves espècies tenen entre 46 i 55).
- No presenten bioluminescència.[3][4][5]

## Reproducció
Les larves i els ous són pelàgics.

## Alimentació
Es nodreixen de plàncton (sobretot, de krill, amfípodes, cefalòpodes petits, quetògnats i ctenòfors).

## Distribució geogràfica
Es troba a les àrees tropicals i temperades dels oceans Atlàntic, Índic i Pacífic.

## Gèneres
- Argentina (Linnaeus, 1758)[7]
- Glossanodon (Guichenot, 1867)[8][9][10][11][12][13]

## Costums
Formen grans moles a prop del fons del mar.

## Ús comercial
Algunes de les seues espècies (sobretot, Argentina silus) es pesquen comercialment per a elaborar farina de peix.